# Jaechanax zetteli
Jaechanax zetteli is een keversoort uit de familie keikevers (Psephenidae). De wetenschappelijke naam van de soort werd in 2005 gepubliceerd door Lee, Freitag & Jäch.